# Стіни Дубровника
Стіни Дубровника — комплекс оборонних споруд навколо історичної частини міста, будувалися протягом XII–XVII ст. З 1979 року стара частина міста Дубровника, куди належать і стіни, включені до Всесвітньої спадщини ЮНЕСКО. Довжина стін 1940 м, висота — до 25 м, ширина — 1,5–3 м з боку моря та 4–6 м з суходолу.
Будівництво перших вапнякових укріплень навколо міста почалося в ранньому середньовіччі, ще наприкінці VIII ст. Більш схожих на сучасні стіни обрисів укріплення набули вже до XIII ст. Так, за планом 1292 р. стінами оточене все місто, за винятком монастиря, який перейшов під захист Дубровника пізніше, у XIV ст. Тоді ж загалом стіни набули сучасного вигляду. Комплекс включає в себе вежу Мінчета, форт Бокар, фортеці Ревелін і Ловренац та інші укріплення. Про майстерність дубровницьких фортифікаторів свідчить те, що стіни спокійно перенесли великий землетрус 1667 року.

## Укріплення

### Вежа Мінчета

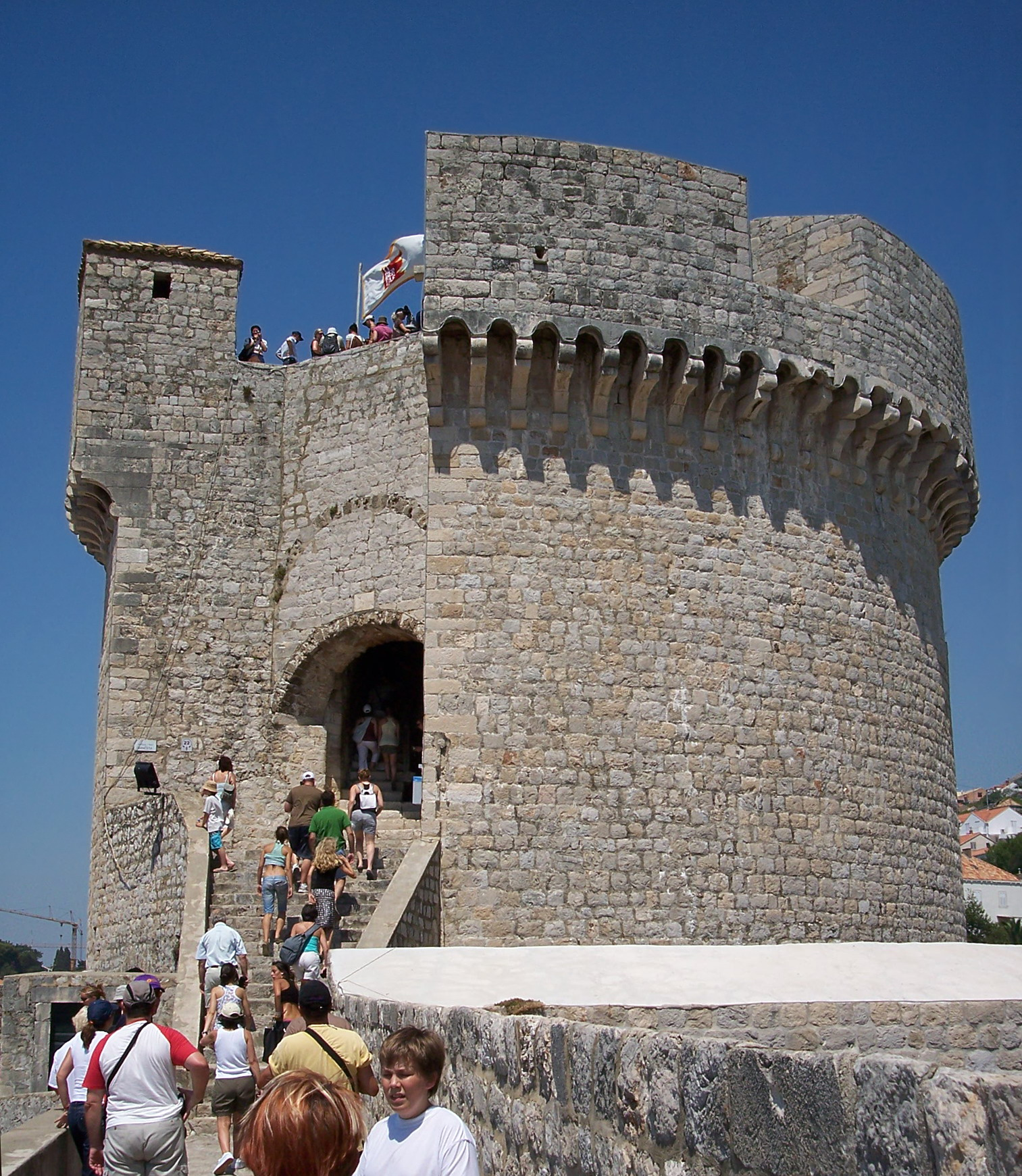
Вежа Мінчета

Вежа Мінчета — символ Дубровника. Першу маленьку вежу квадратної форми на цьому місці спроектував Никифор Раніна 1319 року. За своєю висотою і масивністю вежа домінувала над північно-західною частиною старого міста і міських стін.
У середині XV ст. навколо чотирикутної вежі побудували нову круглу вежу з урахуванням нових реалій ведення війни та застосувавши метод зведення стін уступом. Стіни нової будівлі були 6 м завтовшки, мали низку бійниць для стрільців.
Архітектор і скульптор Джорджіо да Шебеніко з Задару продовжив роботу на вежі Мінчета. Він спроектував і побудував високу вузьку круглу вежу, будівництво якої було завершене в 1464 році. Згодом Мінчета стала символом непереможності Дубровника.

### Форт Бокар

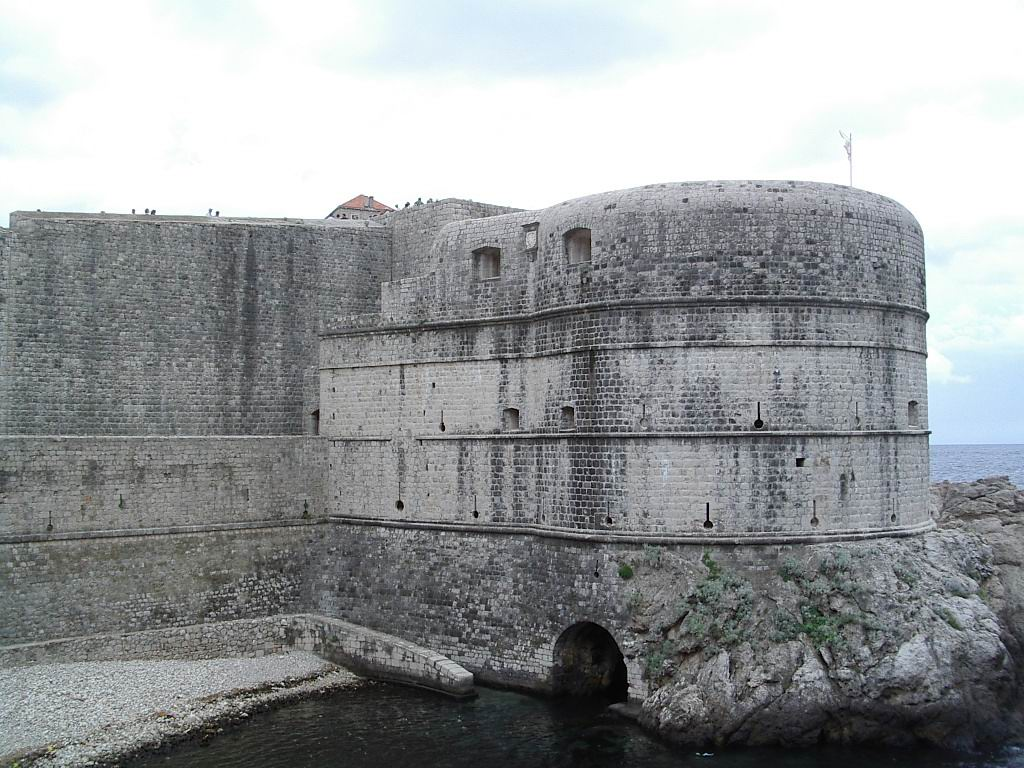
Форт Бокар

Бокар будували під керівництвом Микелоццо ді Бартоломмео протягом майже 80 років. Будівля прикрашена красивою кам'яною діадемою навколо верхньої частини споруди. Її завданням свого часу був захист основних воріт, рову і моста, сьогодні ж приміщення і відкриті майданчики використовуються як сцени для різних заходів.
Форт Бокар часто називають одним з найкрасивіших прикладів гармонійного і функціонального фортифікаційної архітектури. Він був задуманий як ключовий пункт оборони головних воріт у західній частині міста.

### Фортеця Святого Івана

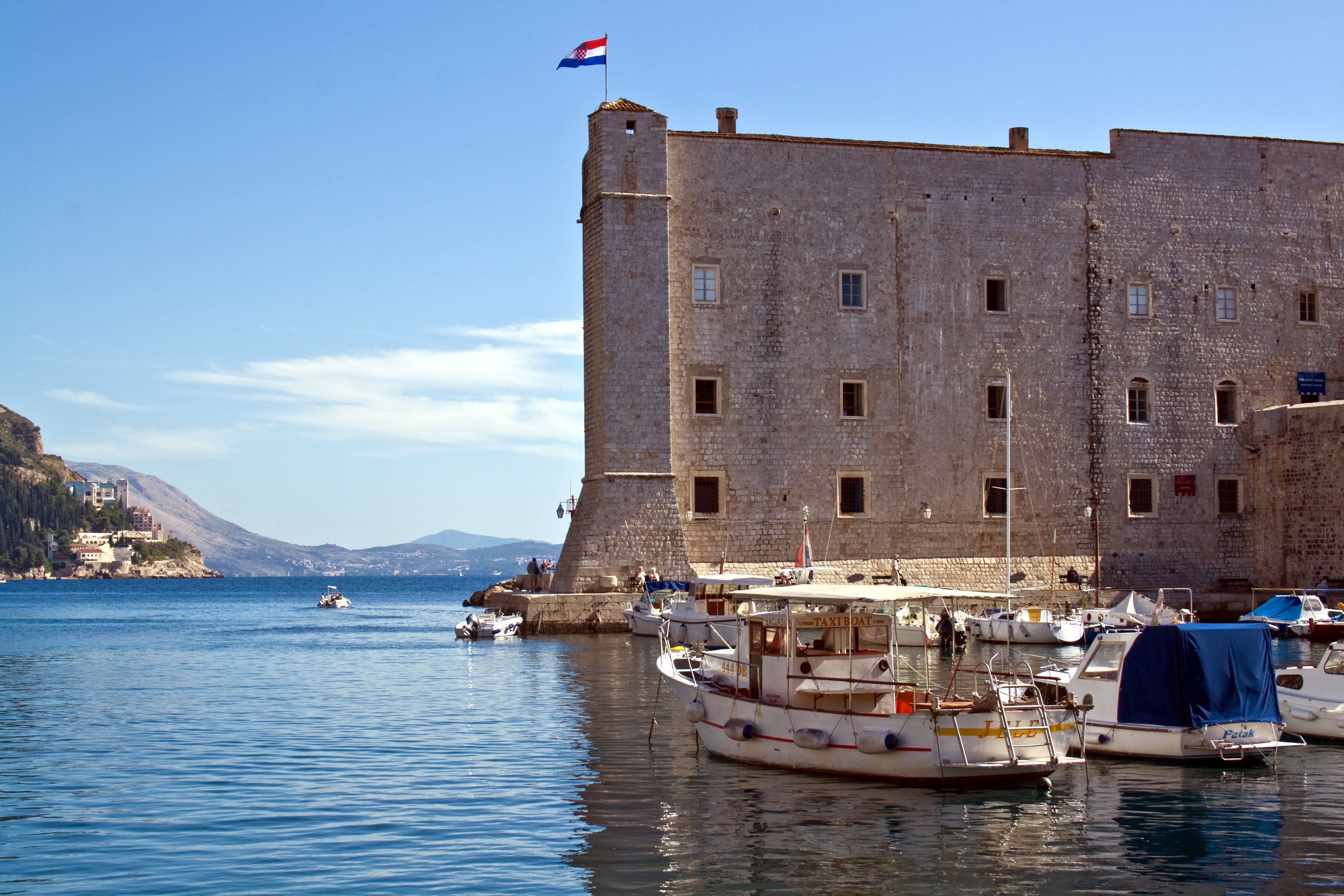
Фортеця Святого Івана

Монументальна будівля в південно-східній частині старого міста, що контролює і захищає морські ворота. Перший форт був побудований в середині XIV ст., але він був змінений кілька разів протягом XV–XVI ст.ст.
Фортеця височіє над портом, її завданням було запобігання безконтрольного проникнення до міста з моря піратів та ворожих кораблів. Вхід у порт жителі Дубровника закривали ланцюгами, протягнутими від фортеці до пристані Касі.
Зараз у фортеці розміщуються акваріум (на першому поверсі) та етнографічно-морський музей.

### Фортеця Ревелін

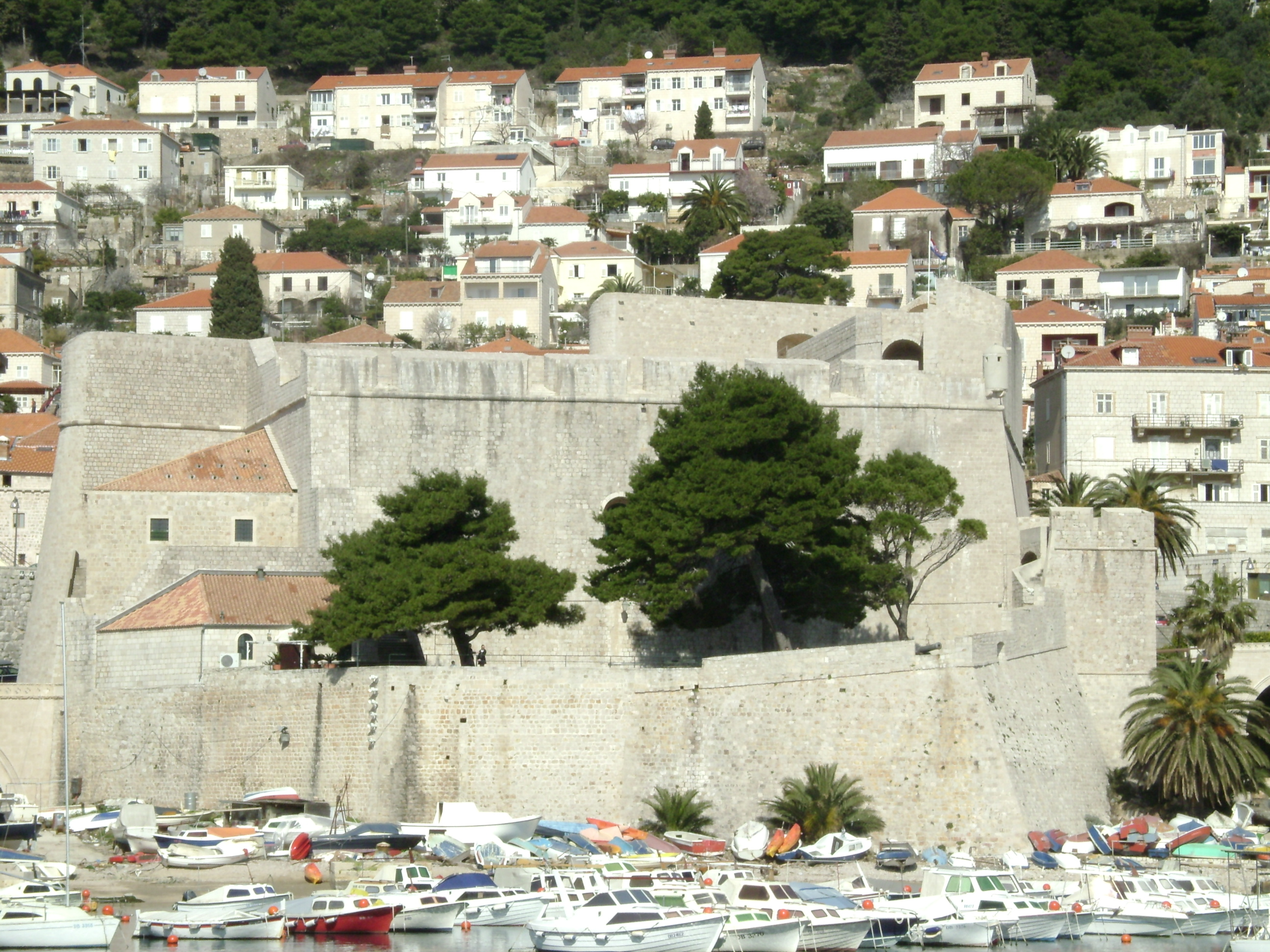
Фортеця Ревелін

Назва походить від слова «равелін». Після того, як Боснія підпала під османську владу, а також і підвищилася небезпека нападів з боку Венеції в 1462 році було побудоване нове укріплення навпроти міських воріт, щоб забезпечити кращий захист від ворожого нападу.
У 1538 році Сенат схвалив план побудови нового, значно могутнішого равеліну — власне фортеці Ревелін. Зведення укріплення забрало 11 років, протягом яких у місті не проводили ніяких будівельних робіт — усі сили було кинуто на будівництво фортеці.
Новий Ревелін став найсильнішою міською фортецею і надійно захистив підхід до міста зі сходу. Його форма — неправильний чотирикутник, одна зі стін нижча з боку моря, від суходолу захищений глибоким ровом. Міст через рів з'єднує Ревелін з воротами, з іншого боку інший міст перекинутий на східну околицю міста.